# Bridie Kean
Bridie Kean (nascida em 27 de fevereiro de 1987) é uma atleta paralímpica australiana que compete na modalidade basquetebol em cadeira de rodas. Conquistou a medalha de prata na Paralimpíada de Londres, em 2012, além de bronze em Pequim, em 2008, com a equipe nacional feminina da mesma modalidade, conhecida como [as] Gliders. Em 2016 se tornou campeã mundial de canoagem (va'a).

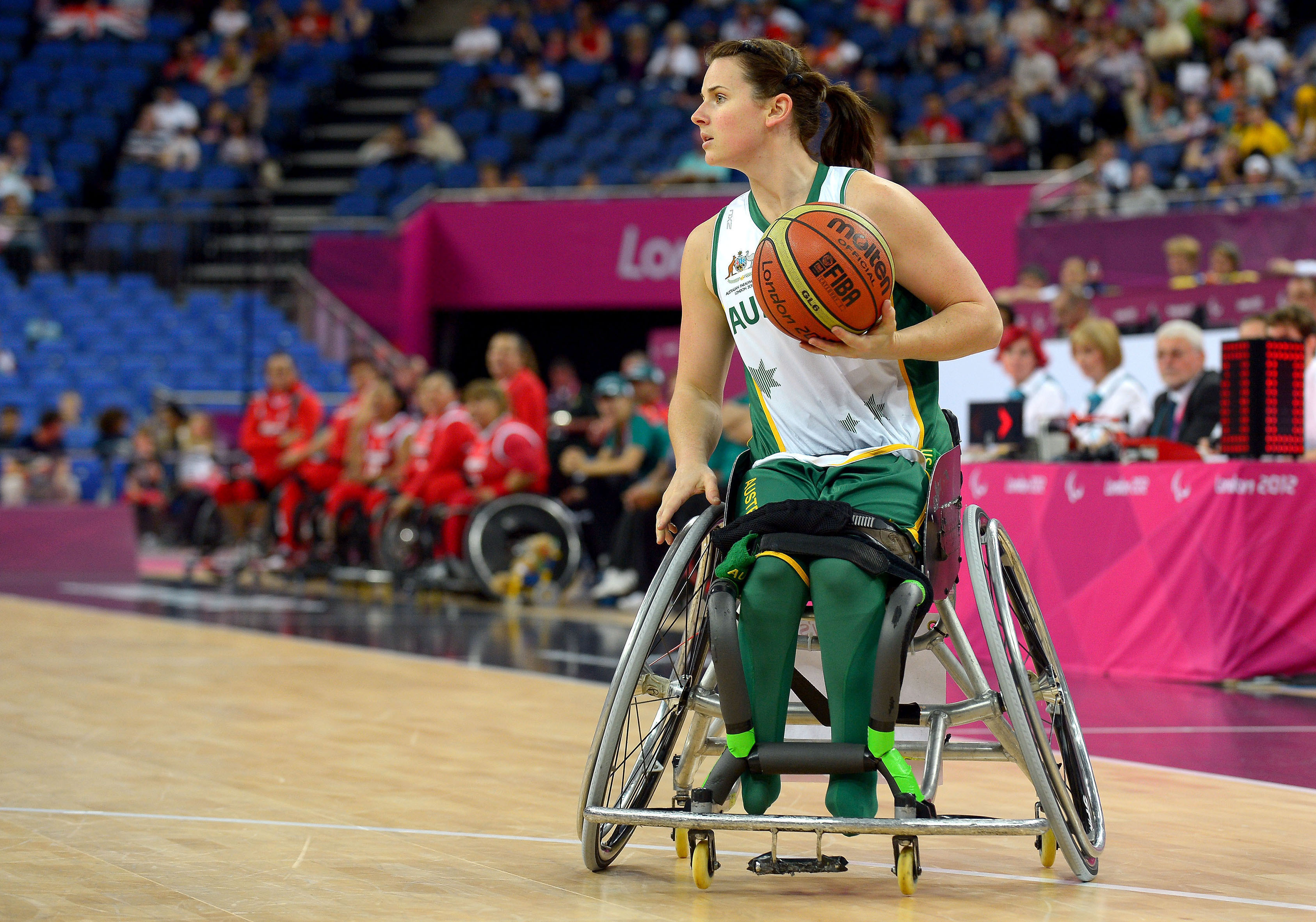
Bridie durante os Jogos Paralímpicos de Londres 2012.